# Elizabeth Evans (taekwondo)
Elizabeth Evans (30 de marzo de 1962) es una deportista estadounidense que compitió en taekwondo. Ganó una medalla de plata en los Juegos Panamericanos de 1995, y dos medallas de oro en el Campeonato Panamericano de Taekwondo en los años 1996 y 2000.

## Palmarés internacional
| Juegos Panamericanos    | Juegos Panamericanos      | Juegos Panamericanos | Juegos Panamericanos |
| Año                     | Lugar                     | Medalla              | Categoría            |
| ----------------------- | ------------------------- | -------------------- | -------------------- |
| 1995                    | Mar del Plata (Argentina) | Medalla de plata     | –60 kg               |
| Campeonato Panamericano |                           |                      |                      |
| Año                     | Lugar                     | Medalla              | Categoría            |
| 1996                    | La Habana (Cuba)          | Medalla de oro       | –60 kg               |
| 2000                    | Oranjestad (Aruba)        | Medalla de oro       | –59 kg               |